# Acronicta nigerrima
Acronicta nigerrima är en fjärilsart som beskrevs av Latin 1940. Acronicta nigerrima ingår i släktet Acronicta och familjen nattflyn. Inga underarter finns listade i Catalogue of Life.